# Потоцкая, Александра Станиславовна
Графиня Алекса́ндра Станисла́вовна Пото́цкая (26 марта 1818 — 6 января 1892) — фрейлина русского императорского двора (1836); жена графа Августа Потоцкого; кавалерственная дама ордена Святой Екатерины (1884). Хозяйка Вилянувского дворца, благотворительница.

## Биография
Единственная дочь генерал-адъютанта графа Станислава Потоцкого (1787—1831) от брака его с графиней Екатериной Ксаверьевной Браницкой (1781—1820). По отцу была внучкой магната графа С. Потоцкого; по матери — графа Ф. К. Браницкого и графини А. В. Браницкой, от которой унаследовала часть состояния светлейшего князя Г. А. Потемкина. После смерти родителей воспитывалась в доме тётки по матери, графини Софьи Потоцкой. Жила с ней в Петербурге или в имениях — в Белой Церкви и в Кшешовицах.
С юности была дружна со своей кузиной Елизаветой Браницкой (1820—1876; в замужестве за З. Красинским), в обществе они имели репутацию красавиц и в 1836 году обе были пожалованы во фрейлины. По своему выбору графиня Александра желала выйти замуж за опального графа Августа Потоцкого (1806—1867), постоянно проживавшего в Вене, но император Николай I не давал своего согласия. Только после долгих хлопот и личной аудиенции у императора разрешение на брак было получено. Свадьба состоялась 11 января 1840 года в Эдинбурге. Как сообщал «Варшавский курьер» от 4 февраля:

«Молодожёнов благословил местный епископ, в окружении многочисленного духовенства. После религиозного обряда, супружеская пара отправилась в дом графа Данмора, где весело провели время в течение нескольких дней».

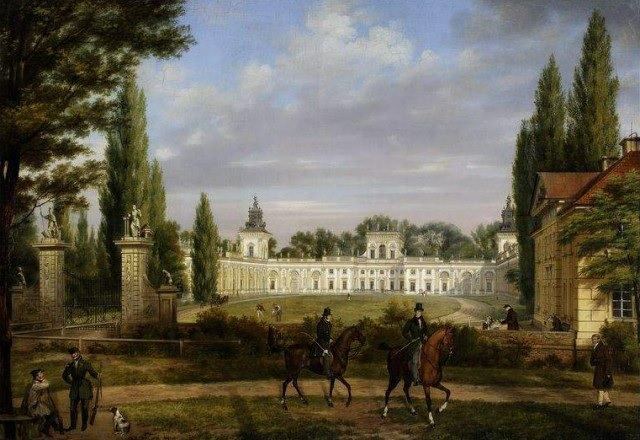
Вид на Вилянувский дворец

После женитьбы граф Потоцкий смог вернуть себе расположение императора, и его имя было исключено из списка лиц, чьё имущество подлежало конфискации. Брак Потоцких был бездетным, судя по личной переписке графини Александры она имела необъяснимую неприязнь к детям. В семье она играла доминирующую роль, муж её, по отзыву современников, был человек добродушный, «полнейший нуль, притом вульгарный», но не лишенный чувства юмора.
С середины 1840-х годов Потоцкие постоянно проживали в Варшаве или в своей резиденции в Вилянуве, куда графиня Александра перевезла из Петербурга богатую библиотеку своего отца, содержащую часть коллекции её деда. Вместе с мужем она занималась реставрацией Вилянувского дворца и парка, заложила приходскую церковь имени св. Анны, а в 1845 году госпиталь св. Александра. Много путешествуя и имея интерес к коллекционированию, Потоцкие собрали во дворце прекрасную коллекцию произведений искусства.
В течение долгих лет графиня Потоцкая стояла во главе варшавского общества и сохраняла свою первенствующую роль до самой смерти. Умная, спокойная и решительная, в душе она была патриотка и принадлежала к партии польских клерикалов. Графине Августе (как её называли поляки по имени мужа) беспрекословно покорялась вся польская знать; от неё исходил «mot d’ordre» (клич), как относиться к тому или другому русскому должностному лицу, что говорить о последних принятых правительством мерах. Её положение было исключительным, богатство и обширные связи в петербургских высших кругах — всем этим обладала и умело пользовалась Потоцкая.
По словам князя А. А. Щербатова, в положение «графини (krolewa Polska) была некоторая фальшь». Огромное её состояние, заключалось в имениях чисто русских, с которых доходами она пользовалась, питая, однако, полную враждебность к России. Прекрасно владея русским языком, она в разговоре с русскими никогда не пользовалась этим знанием. Русских вообще чуждалась, но не без исключения, принимала их мало, но когда принимала, то отлично, даже великолепно. Она была ярая полька, но в лучшем значении этого слова, и притом настоящая аристократка; она не ограничивалась своим высоким положением в свете, но и трудилась на пользу края.
Будучи очень набожной и строгих правил, после смерти мужа в 1867 году, графиня Потоцкая почти полностью отошла от общественной жизни и посвятила себя благотворительности. Она основала и занималась многими благотворительными заведениями в Варшаве. За свою деятельность 14 сентября 1884 года была пожалована в кавалерственные дамы ордена Святой Екатерины. По её инициативе была построена детская больница, она выделяла деньги на содержание бедных студентов Варшавской школы экономики, а позже университета, вносила вступительный взнос за бедных учеников средних школ, ежегодно выделяя для этого около 2 тысяч рублей. Финансировала строительство костёла Святого Августина в Варшаве и церкви в Жажени и помогала Главной Варшавской епархиальной семинарии.
Унаследовав от мужа Вилянувский дворец, Потоцкая провела капитальный ремонт южного крыла дворца и изменила прежний художественный декор жилой части. Из пуританских побуждений она приказала закрасить фрески южной галереи с изображениями полураздетых муз. Также она сожгла гравюры и книги из библиотеки графа С. Потоцкого, которые казались ей непристойными. В то же время она составила и выпустила «Родословную Потоцких» (Краков, 1879), а также финансировала издание «Альбома видов Вилянува» (Варшава, 1877). В конце жизни вступила в общину Третьего Регулярного Ордена св. Франциска под именем сестры Саломеи. Скончалась в январе 1892 года в Варшаве и была похоронена в фамильной усыпальнице Потоцких в Вилянуве.